# Dave Chavarri
Dave Chavarri es el fundador, productor, mánager y baterista de la banda de metal alternativo Ill Niño.
Chavarri nació en Lima, Perú, pero a la edad de 11 años se trasladó a Nueva Jersey. Él ha tocado la batería para diversas bandas como Soulfly, Pro-Pain, Lääz Rockit, M.O.D. y Merauder.
Desde el 2000, Dave ha sido productor de numerosas bandas, incluyendo a Ill Nino, Exilia, May The Silence Fail, Violent Delight, y otras más vendiendo más de 2 millones de álbumes producidos por el.[cita requerida] Chavarri ha coproducido y trabajado con otros productores como Jay Baumgardner (Papa Roach, Korn, P.O.D.), Ron Saint Germain (Red Hot Chili Peppers, The Cure, Tool, U2) y Bob Marlette (Ozzy Osbourne, Marilyn Manson, Seether, Shinedown, Saliva). 
Dave Chavarri es un gran fan de King Diamond y ha dicho que fue para el un honor tocar al lado de Diamond en la canción "In The Fire" para el disco del 25 aniversario de Roadrunner Records, The All-Star Sessions.

## Discografía

### ConIll Niño
- 2001 - Revolution Revolución
- 2003 - Confession
- 2005 - One Nation Underground
- 2008 - Enigma
- 2010 - Dead New World
- 2012 - Epidemia

### Con Gothic Slam
- 1988 - Killing Instinct
- 1989 - Just A Face In The Crowd

### Con Laaz Rockit
- 1991 - Nothing'$ $acred
- 1991 - Taste Of Rebellion Live Album

### ConM.O.D.
- 1992 - Rhythm Of Fear
- 1994 - Devolution
- 1995 - Loved By Thousands, Hated By Millions
- 1996 - Dictated Aggression

### ConPro-Pain
- 1998 - Pro-Pain

### ConMerauder
- 2003 - Bluetality